# Masanori Hata
Pour les articles homonymes, voir Hata.
Masanori Hata (畑正憲, Hata Masanori) est un acteur, scénariste et réalisateur japonais né le 17 avril 1935 à Fukuoka (île de Kyūshū) et mort le 5 avril 2023 à Nakashibetsu (île d'Hokkaidō).

## Filmographie

### Films
- Love Com (2006) (acteur)
- Minami e hashire, umi no michi o! (1986) (acteur)
- Les Aventures de Chatran, (Koneko monogatari) (1986) (réalisateur et scénariste)

### Courts métrages
- Bus Panic!!! (2001) (acteur)

### Séries TV
- Smap×Smap (2006) (acteur)
- Minasan no okage desu (1988) (acteur)